# ベルギー王妃一覧
ベルギー王妃一覧（ベルギーおうひいちらん）では、ベルギー王国の初代国王の戴冠（1831年）以来の歴代の王妃を列挙する。

## 概要
建国以来、男子優先による継承により男性君主が続いていたが、1991年の憲法改正により長子優先に改められ、さらに2001年にエリザベート王女が誕生したことから、現在の法定相続人はエリザベート王女である。
また、レオポルト3世は妃アストリッドの事故死後、リリアン・バエルと再婚するが、彼女はレティ公妃の称号に留まり、王妃となっていない。

## 歴代王妃一覧
| 画像 | 名前（生没年）                                           | 婚姻           | 在位                                          | 続柄                                      | 配偶者          |
| ---- | -------------------------------------------------------- | -------------- | --------------------------------------------- | ----------------------------------------- | --------------- |
|      | ルイーズ＝マリー・ドルレアン （1812年 - 1850年）         | 1832年8月9日   | 1832年8月9日 - 1850年10月11日 （自身の崩御）  | フランス国王ルイ・フィリップ長女          | レオポルド1世   |
|      | マリー＝アンリエット・ドートリッシュ （1836年 - 1902年） | 1853年8月22日  | 1865年12月17日 - 1902年9月19日 （自身の崩御） | オーストリア大公ヨーゼフ・アントン七女    | レオポルド2世   |
|      | エリザベート・ド・バヴィエール （1876年 - 1965年）       | 1900年10月2日  | 1909年12月23日 - 1934年2月17日 （夫の崩御）   | バイエルン公爵カール・テオドール三女      | アルベール1世   |
|      | アストリッド・ド・スエード （1905年 - 1935年）           | 1926年11月4日  | 1934年2月23日 - 1935年8月29日 （自身の崩御）  | スウェーデン王子カール三女                | レオポルド3世   |
|      | ファビオラ・デ・モラ・イ・アラゴン （1928年 - 2014年）   | 1960年12月15日 | 1960年12月15日 - 1993年7月31日 （夫の崩御）   | カーサ・リエラ侯爵ゴンサーロ三女          | ボードゥアン1世 |
|      | パオラ・ルッフォ・ディ・カラブリア （1937年 - ）         | 1959年7月2日   | 1993年8月9日 - 2013年7月21日 （夫の退位）     | ルッフォ・ディ・カラブリア公フルコ8世四女 | アルベール2世   |
|      | マティルド・デュデケム・ダコ （1973年 - ）               | 1999年12月4日  | 2013年7月21日 -                               | デュデケム・ダコ伯爵パトリック長女        | フィリップ      |